# The Broken Locket
The Broken Locket è un cortometraggio muto del 1909 scritto e diretto da David W. Griffith. Prodotto e distribuito dalla Biograph Company, il film uscì nelle sale il 16 settembre 1909.

## Trama
George Peabody vive in maniera sregolata e ha il vizio di bere. Ruth, sua amica d'infanzia innamorata da sempre di lui, lo riporta sulla retta via e gli fa abbandonare i cattivi compagni che così tanto contribuiscono alla sua rovina. George decide di ricucire i brandelli della propria vita partendo per l'Ovest; prima di lasciarla, saluta la cara Ruth e, in quel momento, si accorge di amarla. Lei, allora, come pegno d'amore, spezza un medaglione e ne dà una metà a George: potranno riunire i due pezzi quando lui sarà tornato da lei.
Nell'Ovest, George sembra rifarsi una nuova vita, ottenendo successo nel suo lavoro. Ma, un giorno, finisce per cedere al desiderio di un bicchierino. Sarà l'inizio della fine: caduto tra le braccia di una ragazza messicana che finge di amarlo, la discesa di George sarà inarrestabile. La sua amante, per staccarlo completamente dal ricordo di Ruth, scrive una lettera alla ragazza dove le annuncia che George è morto. Quando riceve la missiva, la giovane innamorata cade in uno stato di grande prostrazione, ammalandosi seriamente. Ne guarirà, ma perderà la vista.
Senza più un soldo, ormai ridotto a un ripugnante e lacero barbone sempre ubriaco, George ritorna. Un giorno si trova davanti alla ragazza che lo ama ancora e che ancora aspetta di ricomporre il loro medaglione. Lei, cieca, non può vederlo. Lui, vergognoso, sgaiattola via con un sotterfugio, sottraendosi al riconoscimento. Il medaglione resterà spezzato per sempre.

## Produzione
Il film fu prodotto dalla Biograph Company e venne girato a Edgewater, New Jersey.

## Distribuzione
Distribuito dalla Biograph Company, il film - un cortometraggio di 179 metri - uscì nelle sale cinematografiche statunitensi il 13 settembre 1909. Nelle proiezioni, veniva programmato con il sistema dello split reel, accorpato in un'unica bobina con un altro cortometraggio prodotto dalla Biograph e diretto da Griffith, The Children's Friend.
Nell'agosto 2006, la Grapevine lo ha inserito in un'antologia in DVD dal titolo D.W. Griffith, Director, Volume 4 (1909), contenente undici film di Griffith per un totale di 114 minuti.